# Narodowe Muzeum Morskie (Brunei)
Narodowe Muzeum Morskie w Brunei (malaj. Muzium Maritim Brunei Darussalam) – muzeum poświęcone morskim aspektom historii Brunei, mieszczące się w Kota Batu, niedaleko rzeki Brunei.
Muzeum zbudowane w ramach 10th National Development Plan kosztem 5 milionów dolarów brunejskich otwarto 23 marca 2015.
Muzeum zajmuje 3,5 hektara i składa się z 3 wystaw:
- Brunei Shipwreck zawiera przedmioty wydobyte z odkrytego w 1997 roku wraku XV-wiecznego statku
- Kota Batu as a Trading Centre pokazuje rolę Kota Batu w regionalnym handlu morskim
- Wystawa czasowa od otwarcia muzeum pokazywała związki Brunei z Chinami, sięgające dwóch tysięcy lat i związane z jedwabnym szlakiem[1].

W muzeum znajduje się dział edukacyjny. Wydano też aplikację na tablety pokazującą badania wraku.
Wśród personelu muzeum są archeolodzy i nurkowie. Po wystawach oprowadza 6 przewodników. Muzeum może być zwiedzane jednocześnie przez 200 osób.